# Разум и чувства (фильм, 2000)
«Ра́зум и чу́вства» (Kandukondain Kandukondain там. கண்டுகொண்டேன் கண்டுகொண்டேன்), или Найти́ себя́ (англ. I Have Found It) — индийский музыкальный кинофильм (тамильский, Колливуд) 2000 года по мотивам одноимённого романа англичанки Джейн Остин.

## Сюжет
Срывается очередная помолвка юной Совмии — жених очарован младшей сестрой невесты — Минакши. Мать девушек винит во всём гороскоп старшей дочери.
Вскоре умирает дедушка семейства, и дом переходит в руки сводного и алчного брата Сваминатхана. Девушки вынуждены, забыв гордость, стать прислугой в бывшем доме, либо найти другое жильё.
На новом месте девушки ищут работу, Совмия устраивается в крупную индийскую компанию, а Минакши поёт. Всё это время сёстры не обделены мужским вниманием: в старшую влюбляется начинающий режиссёр Манохар, а по младшей в тайне вздыхает великовозрастный вояка Бала, когда сама Мину увлекается молодым прохвостом Шрикантом.
В поисках счастья сёстры совершают много ошибок, но всё же находят его.

## В ролях
- Табу — Совмия (Элинор Дэшвуд)
- Айшвария Рай — Минакши (Марианна Дэшвуд)
- Аджит Кумар — Манохар (Эдвард Феррарс)
- Маммутти — Бала (полковник Брэндон)
- Аббас[англ.] — Шрикант (Джон Уиллоуби)
- Маниваннан[англ.] — Шивагнанам (сэр Джон Миддлтон)
- Шривидья[англ.] — Махалакшми (миссис Дэшвуд)
- Рагхуваран[англ.] — босс Совмии
- Нилалгал Рави[англ.] — Сваминатхан (Джон Дэшвуд)
- Шамили[англ.] — Камала (Маргарет Дэшвуд)
- Анита Ратнам[англ.] — тётушка Совмии и Минакши (Фанни Дэшвуд)
- Пуджа Батра[англ.] — актриса Нандини Варма (Люси Стил)
- Дино Мореа — Винод, поклонник Минакши

## Производство
После успеха фильма Minsaara Kanavu, Раджив Менон согласился с продюсером Калайпули С. Тану снять фильм под его руководством в конце 1998 года. На стадии препродакшена названием фильма было Theekkul Viralai Vaithal, взятое из строк тамильского поэта Субрамания Бхарати, однако поскольку режиссёр взял за основу сюжета роман «Чувство и чувствительность», он был переименован в Kandukondain Kandukondain. Изначально фильм хотели сделать на четырёх языках (тамильском, телугу, хинди и малаялам), но из-за провала дублированной на хинди версии предыдущего фильма режиссёра, фильм был снят на тамильском и дублирован только на телугу. Менон первоначально написал сценарий на английском, затем надиктовал диалоги на малаялам, которые Суджата перевела на тамильский.
В стадии пост-продакшена Айшвария Рай, Табу и Аббас не озвучивали сами себя в фильме по причине плохого знания (Аббас) или недостаточно беглого произношения (Айшвария Рай, Табу) тамильского языка. Их персонажей озвучили местные актёры озвучивания: героиню Айшварии Рай озвучивала Джаягита, Аббаса — Викрам, Табу — Ре́вати. Также были проблемы с озвучиванием персонажа Маммутти, изначально показывавшего нерешительность в дублирования своего персонажа, прежде чем в конце концов уступить требованиям продюсера. Этот фильм является одной из немногих в карьере Маммутти, который не был дублирован на его родном языке малаялам.

## Саундтрек
Саундтрек к фильму получил высокую оценку как со стороны критиков, так и со стороны слушателей, и вошёл в список наилучших саундтреков, написанных А. Р. Рахманом.
Все тексты написаны Вайрамуту, вся музыка написана А. Р. Рахманом.
| №  | Название                    | Исполнители                                     | Длительность |
| -- | --------------------------- | ----------------------------------------------- | ------------ |
| 1. | «Konjum Mainakkale»         | Садхана Са́ргам                                  | 4:43         |
| 2. | «Kanamoochi»                | К. С. Читра                                     | 5:11         |
| 3. | «Enna Solla Pogirai»        | Шанкар Махадеван                                | 6:00         |
| 4. | «Suttum Vizhi»              | Харихаран                                       | 2:21         |
| 5. | «Kandukondain Kandukondain» | Хариха́ран, Махалакшми Айер                      | 5:18         |
| 6. | «Smayiyai»                  | Де́ван Ека́мбарам, Клинтон Сережу, Доминик Сережу | 5:09         |
| 7. | «Kanamoochi» (Дуэт)         | К. Дж. Йесудас, К. С. Читра                     | 3:30         |
| 8. | «Enge Enathu Kavithai»      | К. С. Читра, Шринивас                           | 5:16         |

Песня «Suttum Vizhi» [viṛi] использует стихи известного тамильского поэта Бхаратияра (Чиннасвами Субрамания Бхарати), положенные на музыку А. Р. Рахманом.
Песня «Kandukondain Kandukondain» базируется на раге наликанти (Nalinakanthi raga), песня «Kanamoochi» базируется на карнатической раге рагама́лика.

## Награды
- Национальная кинопремия за лучший закадровый вокал — Шанкар Махадеван — «Enna Solla Pogirai»[9]
- Filmfare Award за лучший фильм на тамили[10]
- Filmfare Award за лучшую режиссуру фильма на тамили — Раджив Ме́́нон[10].